# Critica teoriei evoluției (biologie)

După ce evoluția a devenit o teorie larg acceptată în anii 1870, au apărut caricaturi cu Charles Darwin cu trup de maimuță care simbolizau evoluția.

Caricatură din 1872, în care este prezentat taurul ca intermediar pentru originea omului pornind de la porc

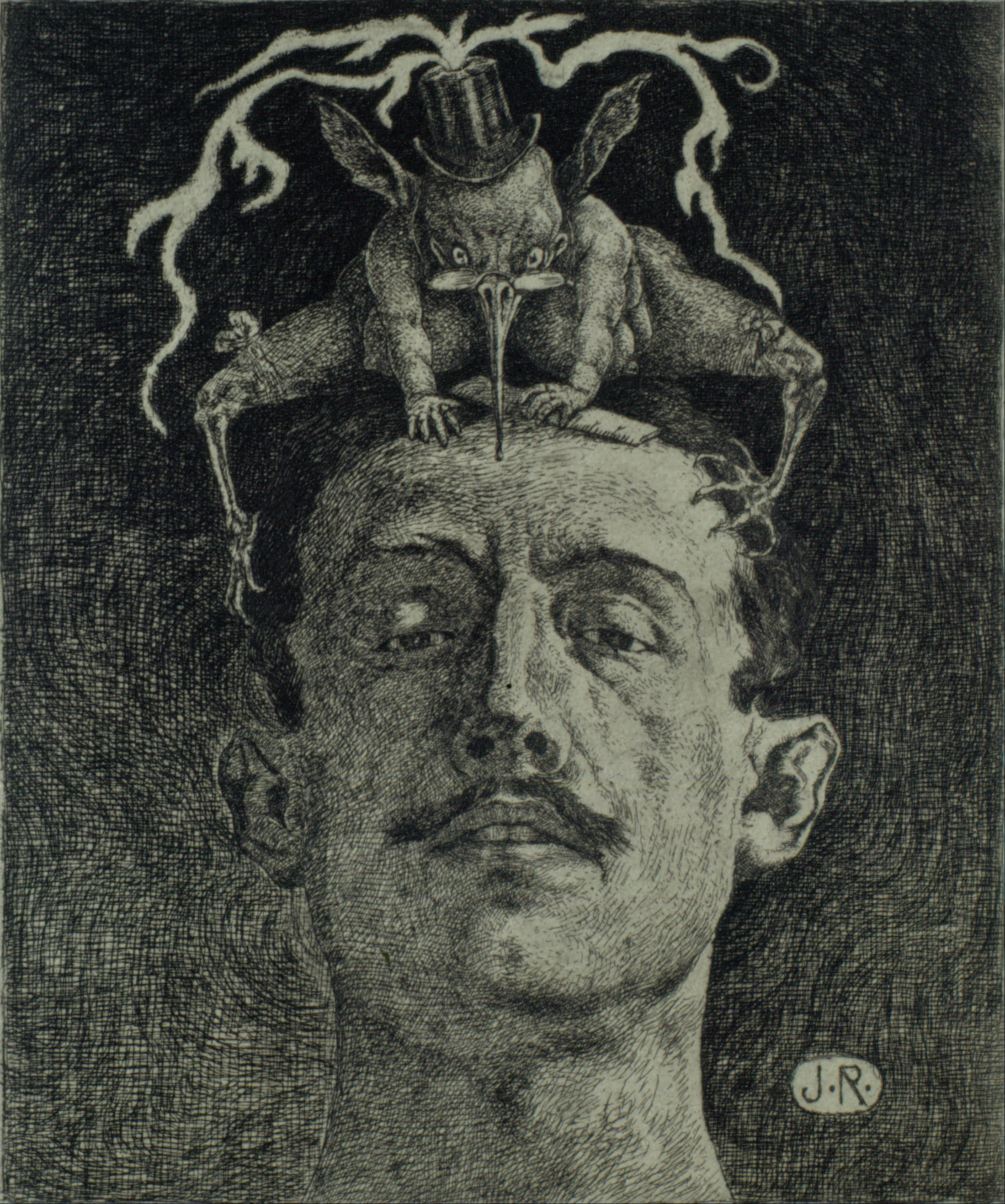
„Critica” – gravură de Julio Ruelas din 1907

Opiniile critice asupra teoriei evoluției vieții au apărut la scurt timp după ce aceasta a devenit o teorie larg acceptată în anii 1870. O parte dintre aceste opinii s-au încadrat curentului de gândire asociat disputei politico-culturale reprezentate de controversa creație-evoluție.

## Istoric
Inițial, pe baza datelor experimentale, oamenii de știință au fost cei care au criticat teoria selecției naturale. După apariția teoriei sintetice a evoluției însă, majoritatea criticilor au fost formulate în general de liderii religioși și nu de către cercetători și academicieni.

## Stadiul actual
Comunitatea științifică nu recunoaște validitatea acestor opinii contrare, invocând faptul că cei care critică evoluția au interpretat greșit conceptul de teorie științifică. O controversă despre evoluție există doar la nivelul publicului larg, în comunitatea științifică nu există nicio controversă despre evoluție, ea fiind considerată de Academia Națională de Științe a SUA drept unul dintre cele mai sigure fapte stabilite de biologi. Mai exact, în comunitatea științifică se face distincția între teoria evoluției (care este într-adevăr doar o explicație posibilă a evoluției) și evoluția în sine (care este un fapt, demonstrat în mod incontestabil); astfel, teoria evoluției poate suferi de-a lungul timpului modificări minore pentru a explica din ce în ce mai bine mecanismele care duc la efectele constatate de către biologi (este o teorie care încearcă să explice faptul obiectiv al evoluției), evoluția în sine fiind efectul (faptul constatat experimental) pe care teoria trebuie să-l explice. Există prin urmare două tipuri posibile de critici: critici îndreptate împotriva teoriei evoluției (ca explicație adecvată a evoluției vieții), respectiv critici îndreptate împotriva evoluției înseși (mai exact, o negare a existenței acestui fenomen). Comunitatea științifică este perfect deschisă la critici ale teoriei, însă criticii care neagă evoluția ca fenomen natural sunt ignorați de comunitatea științifică, tocmai deoarece existența acestui fenomen a fost constatată și confirmată în nenumărate rânduri; practic biologii au încetat cu totul să mai pună la îndoială existența fenomenului și încearcă doar să perfecționeze teoria care îl explică.
Poziția comunității științifice și a filosofilor științei este că teoriile creaționiste nu reprezintă teorii științifice.

## Critici

### Designul inteligent
Michael Behe este autorul ipotezei designului inteligent. Behe afirmă că unele mecanisme sunt ireductibil de complexe și este imposibil să fi apărut prin evoluție nedirijată de o inteligență superioară. Behe dă ca exemplu cursa de prins șoareci: orice element am scoate din ea, ea ar deveni nefuncțională, deci o combinație de elemente care nu are nicio funcție. El argumentează că o cursă de șoareci poate apărea doar completă și nu poate fi un produs al unei evoluții prin care elementele se adaugă unul câte unul până când ajung să constituie cursa de șoareci. Ea este diferită de un automobil, care continuă să funcționeze chiar dacă i s-a ars un far.
Departamentul de biologie la care predă Behe a publicat un avertisment prin care se dezice unanim (minus Behe) de ipoteza lui Behe, afirmând că ea nu constituie știință.
Din verdictul Kitzmiller v. Dover Area School District: „Profesorul universitar Behe a aplicat conceptul de complexitate ireductibilă la doar câteva sisteme special alese: (1) flagelul bacteriilor; (2) 'cascada' biochimică a coagulării sanguine; și (3) sistemul imunitar. Contrar afirmațiilor profesorului Behe cu privire la aceste câteva sisteme biochimice dintre mii și mii de sisteme care există în natură, Dr. Miller a adus dovezi, bazate pe studii cu peer-review, că ele în realitate nu sunt ireductibil de complexe.”
Biologul și teologul catolic Francisco J. Ayala a poreclit designul inteligent drept „design incompetent” afirmând că este o blasfemie să punem în seama lui Dumnezeu designul defectuos al multor organisme (printre care și omul).
Michael John Denton este un biochimist britanico-australian care se descrie ca un evoluționist și care a respins creaționismul biblic. În cartea sa Evoluția: O teorie în criză a prezentat o critică sistematică a neo-darwinismului, de la paleontologie, fosile, omologie, biologie moleculară, genetică și biochimie și a susținut că există în natură dovezi privind designul inteligent. De la apariția cărții în 1985, Denton și-a schimbat multe dintre opiniile sale cu privire la evoluție, însă el încă mai crede că existența vieții este o chestiune de design. Biologul și filosoful Michael Ghiselin a descris cartea drept „cartea unui autor care în mod patent este incompetent, necinstit sau ambele, fiind greu să lămurim care dintre ele e varianta corectă” și că „argumentele sale sunt adesea exemple ale sofismului ignoratio elenchi.”

### Teoria conspirației
Există o teorie a conspirației că biologii ar fi apărătorii fanatici ai unei dogme. H. Allen Orr afirma despre asta „Deci când Dreapta Creștină încearcă să susțină că în mod instinctiv evoluționiștii sar în defensivă oricând cineva îndrăznește să pună la îndoială status quo darwinist, întrebați-vă de ce Wright și Kimura au reușit să-l schimbe, dar nu și Behe. Răspunsul e, cred eu, simplu: Wright și Kimura știau despre ce vorbesc.”
Susținerile din A Scientific Dissent from Darwinism au fost respinse de comunitatea științifică. Matthew J. Brauer și Daniel R. Brumbaugh au afirmat că susținătorii designului inteligent „produc dizidență în mod artificial” pentru a putea explica lipsa dezbaterii științifice a tezelor lor: „Tezele «științifice» ale unor neo-creaționiști cum ar fi Johnson, Denton și Behe se sprijină, în parte, pe noțiunea că aceste chestiuni [privind evoluția] sunt obiectul suprimării dezbaterii științifice între biologi.” ... „conform neo-creaționiștilor, absența manifestă a acestei dezbateri și respingerea aproape universală a tezelor neo-creaționiste ar fi din cauza unei conspirații a biologilor de profesie, în loc de a fi într-adevăr lipsite de orice merit științific.” Afirmațiile din document sunt descrise drept formulate artistic pentru a reprezenta opinii diverse, puse într-un context care le dă un înțeles greșit, menit să producă publicului larg confuzie. Afilierile și specializările descrise în document au făcut de asemenea obiectul criticilor.

## Caracter de știință
O des-întâlnită obiecție neo-creaționistă este că evoluția nu urmează standardele care definesc știința, ea nefiind prin urmare științifică. Se argumentează că biologia evoluționară nu urmează metoda științifică și, prin urmare, nu ar trebui predată drept știință sau cel puțin ar trebui predată împreună cu alte puncte de vedere (recte creaționismul). Aceste obiecții se referă la natura însăși a teoriei evoluției și a metodei științifice.

### Natură religioasă
Creaționiștii susțin deseori că „evoluția este o religie; ea nu este știință.” Scopul acestei critici este de a submina poziția superioară a biologilor față de creaționiști și de a redefini dezbaterea dintre știință (evoluție) și religie (creaționism) ca fiind o dezbatere între două opinii religioase — sau chiar de a argumenta că evoluția este religie în timp ce designul inteligent nu ar fi religie. Cei care se opun evoluției se referă adesea la susținătorii ei drept „evoluționiști” sau „darwiniști”.
Argumentele că evoluția ar fi o religie sunt argumente bazate pe analogie: se susține că evoluția și religia au unul sau mai multe aspecte în comun și că, prin urmare, evoluția este o religie. Exemple de astfel de teze sunt argumente că evoluția ar fi bazată pe credință religioasă, că susținătorii evoluției i s-ar închina lui Darwin ca unui profet și că susținătorii evoluției resping în mod dogmatic alternativele fără a le analiza. Aceste teze au devenit mai populare în ultimii ani, în care mișcarea neo-creaționistă a căutat să se distanțeze față de religie, deci dându-și motive de a folosi o analogie aparent anti-religioasă.
Susținătorii evoluției au răspuns că nicio teză a vreunui om de știință nu este considerată drept sacrosanctă, dovedit fiind prin aspecte ale teoriei lui Darwin care au fost respinse sau revizuite de oamenii de știință de-a lungul timpului pentru a ajunge întâi la neodarwinism și apoi la sinteza evoluționară modernă. Teza că evoluția s-ar baza pe credință religioasă, adesea bazată pe impresia creaționiștilor că evoluția nu ar fi fost observată niciodată, este de asemenea respinsă deoarece evoluția are parte de dovezi solide în sprijinul ei și prin urmare nu necesită vreun salt al credinței.
În general, argumentul că evoluția ar fi religioasă a fost respins pe temeiul că religia nu se definește prin cât de dogmatici sau zeloși sunt aderenții ei, ci prin credințe spirituale sau supranaturale. Susținătorii evoluției arată că evoluția nu este nici dogmatică, nici bazată pe un salt al credinței și acuză creaționiștii de echivocare între definiția strictă a religiei și folosirea colocvială a cuvântului pentru a ne referi la orice este abordat dogmatic sau cu entuziasm. Tribunalele americane au respins de asemenea această obiecție:
Chiar plecând de la presupunerea că evoluția ar fi o religie sau credință religioasă, remediul ar fi oprirea predării evoluției și nu a susține vreo altă religie contrară ei. Dar este în mod clar stabilit prin puterea precedentelor și probabil e și o chestie de bun simț că evoluția nu este o religie și că a preda evoluția nu violează clauza de neîntemeiere a unei religii de stat.
O teză similară este că evoluția ar fi atee; creaționiștii contopesc uneori cele două teze, susținând că evoluția ar fi o „religie atee” (vezi umanism). Acest argument contra evoluției este adesea generalizat drept argument contra științei în general, argumentând că „știința este o religie atee” deoarece naturalismul metodologic nu este ceva dovedit, deci la fel de „bazat pe credință” ca și credințele teiste sau supranaturale ale creaționismului.
Fundația creștină BioLogos declară că în mod clar teoria evoluției nu este o teorie intrată în criză epistemică.

### Lipsa de falsificabilitate
O teză este considerată falsificabilă dacă ar putea exista o observație sau un test care ar putea fi făcute pentru a demonstra că teza ar fi falsă. Tezele care nu sunt falsificabile nu pot fi examinate științific, deoarece ele nu admit teste prin care să le fie evaluată corectitudinea. Creaționiști cum ar fi Henry M. Morris au afirmat că orice fel de observație ar putea fi integrată în cadrul evoluției, deci ar fi imposibil de demonstrat că evoluția ar fi greșită și prin urmare evoluția nu ar fi științifică.
Totuși, evoluția este considerată falsificabilă deoarece ea conduce la predicții care, dacă ar fi contrazise de dovezi, ar falsifica evoluția. Diferite feluri de dovezi ar putea falsifica evoluția, cum ar fi: dacă fosilele nu ar prezenta nicio schimbare de-a lungul vremii, o confirmare a ideii că mutațiile nu s-ar putea acumula, sau observații conform cărora organisme sunt create în mod supranatural sau în mod spontan. Multe din ideile și aserțiunile lui Darwin au fost infirmate pe măsură ce știința evoluției s-a dezvoltat, dar aceasta a continuat să confirme conceptele de bază ale sale. În ciuda acestor lucruri, creaționismul constă în susțineri nejustificate că evoluția ar fi fost dovedită falsă. Din contra, explicațiile creaționiste presupunând intervenția directă a supranaturalului în lumea fizică nu sunt falsificabile, deoarece orice rezultat al unui experiment sau cercetări ar putea fi rodul acțiunilor imprevizibile ale unei divinități omnipotente.
În 1976, filosoful Karl Popper a afirmat că „Darwinismul nu este o teorie științifică testabilă, ci un program metafizic de cercetare.” Mai târziu a retractat, afirmând că „teoria selecției naturale este dificil de testat” în comparație cu alte subiecte științifice.
Cea mai directă dovadă că teoria evoluției este falsificabilă ar putea fi cuvintele lui Charles Darwin care, în capitolul 6 din Despre originea speciilor a scris: „Dacă s-ar putea demonstra că vreun organ complex a existat, care nu ar fi putut fi format prin modificări mici, multe, succesive, teoria mea s-a destrăma.” Dacă dovezile empirice ar susține așa ceva, ar fi vorba de victoria argumentului creaționist al complexității ireductibile.
Drept răspuns la critica privind lipsa de falsificabilitate, au fost propuse numeroase feluri în care evoluția ar putea fi falsificată. J. B. S. Haldane, întrebat fiind ce fel de dovezi ipotetice ar putea demonstra că evoluția ar fi falsă a răspuns: „fosile de iepure din precambrian”. Numeroase alte feluri ipotetice au fost propuse. De exemplu, faptul că oamenii au cu o pereche de cromozomi mai puțin decât hominidele a oferit o ipoteză testabilă privitoare la fuziunea sau ruperea cromozomilor strămoșului comun. Ipoteza fuziunii a fost confirmată în 2005 prin descoperirea faptului că al doilea cromozom uman este omolog fuziunii a doi cromozomi care au rămas separați în alte primate. Telomeri și centromeri în plus, inactivi, au rămas pe cromozomul al doilea al oamenilor drept rezultat al acestei fuziuni. Teza originii comune ar fi putut fi infirmată de inventarea tehnicilor de segmentare a ADN. Dacă ea ar fi adevărată, ADN-ul uman ar trebui să fie mult mai similar cu cel al cimpanzeilor și al altor hominide decât cu cel al altor mamifere. Dacă nu ar fi cazul, originea comună ar fi falsificată. Analizele ADN au arătat că oamenii și cimpanzeii au în  comun un mare procentaj de ADN (între 95% și 99,4%, funcție de modul de a măsura). De asemenea, evoluția cimpanzeilor și a oamenilor dintr-un strămoș comun prezice un strămoș comun recent (la scară geologică). Numeroase fosile intermediare au fost descoperite de atunci. Deci, evoluția omului a trecut mai multe teste de falsificare.
O teză similară este aceea că selecția naturală ar fi o tautologie. Concret, s-a argumentat că fraza „supraviețuirea celui mai bine adaptat” ar fi o tautologie, deoarece adaptarea fizică este definită drept capacitatea de a supraviețui și de a se reproduce. Totuși, această frază, folosită cel dintâi de Herbert Spencer în 1864 este rareori folosită de biologi. În plus, adaptarea este mai precis definită drept starea de a poseda trăsături care fac supraviețuirea mai probabilă; această definiție, spre deosebire de simpla „supraviețuire”, evită capcana de a fi adevărată doar în mod trivial.
În mod similar s-a argumentat că teoria evoluționară ar fi un cerc vicios (argument circular), deoarece dovezile sunt interpretate ca susținând evoluția, iar evoluția este necesară pentru a interpreta dovezile. De exemplu, straturile geologice sunt datate prin fosilele care apar în ele, iar fosilele sunt datate conform straturilor. Totuși, de cele mai multe ori, straturile nu sunt datate prin fosilele lor, ci prin poziția lor relativă la alte straturi și prin datare radiometrică, iar cele mai multe straturi fuseseră datate dinaintea formulării teoriei evoluției.
În cartea sa din 1982, Abusing Science: The Case Against Creationism, filosoful științei Philip Kitcher se referă în mod speciale la chestiunea „falsificabilității” luând notă de criticile filosofice notabile ale lui Popper de către Carl Gustav Hempel și Willard Van Orman Quine care resping definirea unei teorii drept set de propoziții falsificabile. Așa cum afirmă, o viziune strict popperiană a „teoriei” sau observațiilor planetei Uranus când a fost inițial descoperită în 1781 ar fi „falsificat” mecanica celestă a lui Isaac Newton. Dar oamenii au sugerat influența unei alte planete asupra orbitei lui Uranus, iar acestă predicție a fost ulterior confirmată. Kitcher este de acord cu că „există ceva corect în ideea că o știință poate reuși doar dacă ea poate eșua.” Dar el insistă să vedem teoriile științifice drept „colecții complicate de propoziții”, unele dintre ele nefalsificabile, iar altele, numite „ipoteze auxiliare” sunt falsificabile.
Conform lui Kitcher, teoriile științifice bune trebuie să aibă trei caracteristici — unitate, fecunditate și testare independentă a ipotezelor auxiliare:
Unitate
„O știință trebuie să fie unificată .... Teoriile bune constă dintr-o singură strategie de rezolvare a problemelor sau o mică familie de strategii de rezolvare a problemelor, care pot fi aplicate unei largi game de probleme” (1982: 47).
Fecunditate
„O mare teorie științifică, precum cea a lui Newton, deschide noi domenii de cercetare... Deoarece o teorie prezintă un nou mod de a privi lumea, ea ne poate conduce către a pune noi întrebări, deci a ne îmbarca pe linii de cercetare noi și fructuoase ... În mod tipic, o știință prosperă este incompletă. În orice moment ea ridică mai multe întrebări decât răspunsuri. Dar incompletitudinea ei nu este un viciu. Din contra, incompletitudinea este mama fecundității... O teorie bună trebuie să fie productivă; ea trebuie să ridice noi întrebări și să presupună că la acele întrebări se poate răspunde fără a renunța la strategiile ei de rezolvare a problemelor” (1982: 47–48).
Ipoteze auxiliare care sunt testabile în mod independent
„O ipoteză auxiliară ar trebui să fie testabilă în mod independent de problema particulară pentru care fost introdusă să o rezolve, independent de teoria pe care trebuie să o salveze” (1982: 46) (de exemplu dovezile privind existenta planetei Neptun să fie independente de anomaliile din orbita lui Uranus).
La fel cu alte definiri ale teoriei, inclusiv cea a lui Popper, Kitcher susține că o bună teorie include propoziții care (conform lui) au „consecințe observaționale”. Dar, la fel cu observațiile aberațiilor orbitei lui Uranus, falsificarea este doar una dintre consecințele posibile ale unei observații. Producerea de noi ipoteze este o altă posibilă și la fel de importantă consecință a observațiilor. Argumentele lui Kitcher cu privire la o bună teorie nu sunt bazate doar pe modul în care lucrează științele fizice, ci are în vedere și științele vieții.
Din punctul lui de vedere, teoria darwinistă nu doar că satisface cele trei condiții ale unei bune teorii științifice, ci este fără îndoială o teorie extraordinar de reușită:

Inima teoriei evoluționare darwiniste este o familie de strategii de rezolvare a problemelor, înrudite prin utilizarea lor în comun într-un stil specific de narațiune istorică. O istorie darwinistă este un raționament având următorul fel general. Primul pas constă din descrierea unei populații străvechi de organisme. Raționamentul este continuat prin descrierea modificării populației de-a lungul generațiilor următoare, arătând cum caracteristicile au fost selectate, moștenite și au devenit dominante. Raționamente de acest fel pot fi folosite pentru a răspunde unui mare număr de întrebări din biologie.
Același fel de poveste poate fi spus iar și iar pentru tot felul de întrebări despre tot felul de ființe vii. Teoria evoluționară este unificată deoarece la atât de multe întrebări... se poate răspunde cu istorii darwiniste. Mai mult, aceste narative în mod constant emit pretenții care sunt subiectul unor verificări independente.
Darwin nu doar a oferit o schemă de a unifica diversitatea vieții. El a dat de asemenea structură ignoranței noastre. După Darwin a devenit important să rezolvăm problemele generale ale presupozițiilor istoriilor darwiniste. Felul în care biologia ar trebui să se dezvolte a fost făcut admirabil de clar și devenise clar că biologii vor avea de răspuns la întrebări la care ei nu aveau răspuns.